# بخش پیتیو
بخش پیتیو (به سوئدی: Piteå kommun) یک ناحیه شهری در سوئد است که در شهرستان نوربوتن واقع شده‌است.

## خواهرخوانده
شهرهای زیر خواهرخواندهٔ شهر پیتیو هستند.
- گرینداویک در ایسلند
- کاندالاکشا در روسیه
- سن بارتلمی از قلمروهای آن سوی دریاهای فرانسه